# Coppa Continentale 2004-2005 (hockey su pista)
La Coppa Continentale 2004-2005 è stata la 24ª edizione (la settima con la denominazione Coppa Continentale) dell'omonima competizione europea di hockey su pista. Alla manifestazione hanno partecipato gli spagnoli del Barcellona, vincitore della CERH Champions League 2003-2004, e i connazionali del Reus Deportiu, vincitore della Coppa CERS 2003-2004. 
A conquistare il trofeo è stato il Barcellona all'undicesimo successo nella sua storia.

## Squadre partecipanti
| Club          | Qualificazione                        | Partecipazioni precedenti (il grassetto indica la vittoria)                                                             |
| ------------- | ------------------------------------- | --- |
| Barcellona    | Detentore della CERH Champions League | 1980-1981, 1981-1982, 1982-1983, 1983-1984, 1984-1985, 1985-1986, 1987-1988, 1997-1998, 2000-2001, 2002-2003, 2002-2003 |
| Reus Deportiu | Detentore della Coppa CERS            | 1984-1985, 2003-2004 |

## Risultati
| Squadra 1     | Totale | Squadra 2  | Andata | Ritorno |
| ------------- | ------ | ---------- | ------ | ------- |
| Reus Deportiu | 3 - 7  | Barcellona | 1 – 1  | 2 – 6   |

| Reus 21 novembre 2004 Finale di andata | Reus Deportiu | 1 – 1 | Barcellona | Pavelló Olímpic |

| Barcellona 27 novembre 2004 Finale di ritorno | Barcellona | 6 – 2 | Reus Deportiu | Palau Blaugrana |